# Eberhard Bechtle
Eberhard „Ebi“ Bechtle (* 22. Dezember 1959 in Bad Wildbad, Deutschland; † 30. August 1986 in West-Berlin, Deutschland) war ein deutscher Lyriker und Erzähler.

## Leben
Eberhard Bechtle wurde 1959 in Bad Wildbad, einer Gemeinde im Schwarzwald, geboren. Nach dem Abitur zog er 1979 nach West-Berlin und begann dort zunächst eine Ausbildung zum Buchhändler, die er jedoch aufgab und an die sich ein Studium der Philosophie, Literatur- und Religionswissenschaften anschloss. Er veröffentlichte 1980 seine erste Gedichtsammlung „Ada-Teeblätter“, die in der von Bernd Gaiser herausgegebenen Reihe „Maldoror Flugschriften“ als Band 2 erschien, vertrieben über den Verlag rosa Winkel, Berlin. Danach lebte er einige Zeit in Rom. Als Ergebnis dieses Aufenthalts sind die vom Autor im Selbstverlag „Wald u. Welt“ (in Kooperation mit „Maldoror Flugschriften“) ohne Jahresangabe publizierten „Gedichte der Nacht“ erschienen. 1979 nahm er am ersten bundesdeutschen Treffen schwuler Autoren teil, dass in West-Berlin im SchwuZ stattgefunden hatte und noch einige später sehr bekannte Autoren mit Bechtle dort teilnahmen, u. a. Jürgen Baldiga, Mario Wirz, Hans Eppendorfer, Herbert Tobias. Eine öffentliche Lesung hatte er in der schwulen Buchhandlung „Sodom“ in München.
Bechtle veröffentlichte Texte in Zeitschriften („Schwuchtel“, „Berliner Schwulen-Zeitschrift“) und Anthologien („Milchsilber. Wörter und Bilder von Schwulen“, Berlin 1979, Verlag rosa Winkel), hinterließ aber auch zahlreiche unveröffentlichte Werke, darunter den 20 Seiten umfassenden Text „Stiefel der Knecht“ oder „Sarah und die Liebe“ sowie „Der Spüler. Erzählung“, die vom Autor im Selbstverlag „Wald und Welt“ herausgegeben wurden und als frühe Fingerübungen von ihm zu betrachten sind. Frühe Gedichte sind ebenfalls im Verlag „Wald und Welt“ erschienen (gemeinsam mit Jürgen Raible u. a.)
Als sein reifstes und bedeutendstes Werk gelten die „Mikrogeschichten“, die unter der Herausgeberschaft von Bettina Augustin (und versehen mit einem Nachwort von ihr) unter dem Titel „Die Umgebung der Welt“ 1991 in der Basilisken-Presse, Marburg an der Lahn, erschienen sind; später zu einem Hörspiel zusammengefasst und im Radio gesendet, wurden Auszüge daraus in Heft 3, Juni 1989, der im Hanser Verlag, München, erscheinenden Zeitschrift für Literatur „Akzente“ veröffentlicht. Eine Neuauflage erfolgte 2018. 
In dem Gedenkfeld „Namen und Steine“ des Künstlers Tom Fecht ist ein Gedenkstein Eberhard Bechtle gewidmet.
Von seiner Leukämie-Erkrankung gezeichnet, ging er 1984 nach Paris, um 1985 nach München überzusiedeln. Eberhard Bechtle starb 1986 im Alter von 26 Jahren in West-Berlin. Seit seiner Jugend litt er unter chronischer Leukämie, er starb an Aids. Beigesetzt wurde er in Sizilien. Bechtle war ein großer Italienliebhaber. Er hat ein großes, unediertes und bislang nicht veröffentlichtes Werk hinterlassen, darunter Theaterstücke, Romane und Gedichte sowie ein Hörspiel.
1991 las der Schauspieler Udo Samel aus seinem Werk „Mikrogeschichten“ öffentlich vor. 
Sein Nachlass befindet sich im Literaturarchiv Sulzbach-Rosenberg Literaturhaus Oberpfalz e.V. und umfasst fünf Regalmeter, darunter auch Zeichnungen des Dichters.
2014 wurde der Text „Eine kurze Geschichte der Erlösung“ im Rahmen des Literaturprogrammes „Jenseits des Baches wohnen auch Leute“ in der Citykirche Aachen aufgeführt.
Eberhard Bechtle galt zu Lebzeiten als einer der bedeutendsten, homosexuellen jungen Dichter Deutschlands, dem man eine große Karriere voraussagte.
2018 erschien im Golden-Luft-Verlag eine Neuauflage der vergriffenen „Die Umgebung der Welt“.

## Rezeption
Sein bekanntestes Werk „Mikrogeschichten“, 2007 zu einem Hörspiel verarbeitet, wurde bisher von WDR 5 und Deutschlandfunk gesendet.

## Werk
- Ada-Teeblätter, 1980, Gedichte, Maldoror Flugschriften.
- Gedichte der Nacht / Römische Elegien, o. J., Verlag Wald und Welt & Maldoror Flugschriften
- Die Umgebung der Welt. Mikrogeschichten, 1991, Basilisken-Presse; 2018 Neuauflage im Golden-Luft-Verlag.

Veröffentlichungen in Anthologien und Magazinen (teilweise posthum)
- Milchsilber. Wörter und Bilder von Schwulen im Verlag rosa Winkel, 1979.
- Schwuchtel, Berliner Schwulen-Zeitschrift (o. J.).
- Klappentexte, Ausgabe Nr. 5 (ohne Jahr), Verlag rosa Winkel.
- Tintenfisch, Ausgaben 19–21, Verlag Klaus Wagenbach, 1980.
- Die Suche nach dem r. Mann – Männerfreundschaft im literarischen Werk Hans Henny Jahnns, AS 128, Band 13, Argument Verlag, 1984.
- Lexikon homosexueller Belletristik, Lfg. 3, 1984 (darin Bechtles 32 Gedichte „Gedichte an die Nacht – Römische Gedichte“); nicht öffentlich zugänglich.
- Akzente. Zeitschrift für Literatur, 36. Jahrgang, Heft 3, Juni 1989, Hanser Verlag, 1989.
- Die Palette, Ausgaben 14–16, Verlag Die Palette, 1991.